# Tân Biên (phường)
Tân Biên là một phường thuộc thành phố Biên Hòa, tỉnh Đồng Nai, Việt Nam.

## Địa lý
Phường Tân Biên cách trung tâm thành phố Biên Hòa 8 km về phía đông, có Quốc lộ 1 đi qua, là cửa ngõ vào thành phố Biên Hòa và Thành phố Hồ Chí Minh.
- Phía Đông giáp phường Tân Hòa
- Phía Tây giáp phường Hố Nai
- Phía Nam giáp phường Long Bình
- Phía Bắc giáp phường Trảng Dài.

Phường có diện tích 6,12 km², dân số năm 2024 là 49.502 người, mật độ dân số đạt 8.089 người/km².

## Hành chính
Phường Tân Biên được chia ra thành 12 khu phố: 1, 2, 3, 4, 5A, 5B, 6, 7, 8A, 8B, 9, 10.